# Ахунова, Наиля Гарифзяновна
Наиля Гарифзяновна Ахунова (тат. Наилә Гарифҗан кызы Ахунова; род. 12 июня 1959, Альметьевск, Альметьевский район, Татарская АССР, РСФСР, СССР) — советская и российская поэтесса, прозаик. Заслуженный работник культуры Республики Татарстан (2009).

## Биография
Наиля Гарифзяновна Ахунова родилась 12 июня 1959 года в Альметьевске. Из писательской семьи Шаиды Максудовой (1926–2009) и Гарифа Ахунова (1925—2000). Брат — Рашид (1953—2016).
Выросла в Альметьевске, где училась в средней школе № 5. В 1968 году вместе с семьёй переехала в Казань, где в 1975 году окончила среднюю школу № 126 и художественную школу № 4. Также посещала литературное объединение при музее А. М. Горького, окончила школу молодого журналиста при Казанском государственном университете имени В. И. Ульянова-Ленина, занималась в «Литературной мастерской» Д. Н. Валеева. Довольно рано начала работать, трудилась на стройке, в больнице, оператором на почте. В 1978—1980 годах работала художником-оформителем на компрессорном заводе, публиковалась с заметками в местной газете «Рабочая трибуна». В 1986 году с отличием окончила библиотечный факультет Казанского государственного университета культуры, получив специальность библиотекаря-библиографа художественной литературы и литературы по искусству.
После получения образования работала библиотекарем нестационарного обслуживания и заведующей библиотекой Дома культуры медработников (1986—1992), а после её закрытия — ведущим библиотекарем библиотеки училища № 42 (1992—1994). Также занимала пост главного редактора газеты «Казанский медик» (1994—1997), была заместителем редактора республиканского журнала для детей «Зонтик» (1993—2007). Параллельно, в 2000—2002 годах работала корреспондентом газеты «Татарские края» и журнала «Казанская афиша». В дальнейшем трудилась ведущим специалистом по воспитательной работе в Казанском государственном медицинском университете и сотрудником музея казанской медицины, до выхода на пенсию в 2014 году.
Занимается поддержкой начинающих литераторов Казани, оказывает творческую помощь писателям-инвалидам, активно участвует в организации литературных фестивалей и конкурсов. В 1997 году при поддержке КГМУ организовала и возглавила литературное объединение «Белая ворона», которое в 2017 году получило имя Г. А. Ахунова. Также является основателем и организатором республиканского фестиваля поэзии и авторской песни «Галактика любви» имени В. М. Тушновой (с 1998 года), открытого городского конкурса поэтов и авторов-исполнителей «Пересмешник» (с 2000 года), регионального конкурса творчества инвалидов «Во имя жизни» (с 2010 года), межрегионального фестиваля поэзии «Хайкумена-на-Волге» (с 2012 года), литературно-краеведческого фестиваля имени Г. А. Ахунова (с 2017 года), международного конкурса переводов татарской поэзии (с 2020 года). Одновременно не забывала о связи с альметьевскими литераторами, в частности, в 2010 году организовала в Альметьевске филиал литературного объединения «Белое перо», а в 2013 году выступила автором идеи создания Музея истории литературного движения Альметьевска имени Г. А. Ахунова.
Мне кажется, вопрос стоит ставить совершенно иначе: не «нужны ли сейчас ЛитО?» (что чистой воды риторика), а «почему молодёжь стала искать других, часто более легких путей?». Во многом это можно объяснить и незаинтересованностью, возможно, государства в поддержке немногих оставшихся энтузиастов, которые годами совершенно или почти бесплатно отдают свое время работе с начинающими авторами. Остались последние из могикан. Ведь все это существует, за редким исключением, на общественных началах. И молодым людям нужно ценить педагогов, которые еще хотят передавать им знания и опыт. И это касается не только литературы…Наиля Ахунова, 2022 год.
Автор более двадцати книг стихов и прозы, среди которых «Далёкий свет» (1995), «Принцесса сластёна» (1996), «Бабье лето» (1996), «Качели» (2004), «Вечернее солнце» (2005), «Окно» (2005), «Чему улыбается ночь» (2007), «Махаон» (2008), «Голубые глаза Луны»  (2009), «Заметки на кленовых листьях» (2014), «Над закатной водой» (2017), «День защиты чёрных кошек» (2017), «Чёрная бабочка» (2018), «Синдром золушки» (2018), «Тень кошки» (2019), «Сентябринки» (2020), ряд других. Также является автором спектакля в стихах «Воскрешение» (Национальный культурный центр «Казань», 2003), пьесы «Здравствуй, Ёжик!» (театр кукол «Экият», 2004), сценария документального фильма «Ласточка цвета жизни» (Казанская киностудия, 2006). В 2009 году удостоена звания заслуженного работника культуры Республики Татарстан, является лауреатом литературной премии имени А. М. Горького (2008), премии имени Сажиды Сулеймановой (2014).

## Очерк творчества
Заветное желание

Во сне умереть как отец. И пусть вишня цветёт

Над оградой…

* * *

Редкие капли

Ветер роняет.

Ливень ещё впереди.

* * *

Серебряной подковой

Месяц в небе.

Может, счастье рядом?
Член Союза писателей Республики Татарстан с 1997 года. Является автором стихов, миниатюр, сказок, эссе, сценариев, пьес. Пишет на русском языке. В начале 1970-х годов послала свои первые стихи и прозу в журнал «Пионер», получив положительную оценку. К 1979 году относятся первые литературные публикации Ахуновой в газете «Комсомолец Татарии», тогда же была опубликована и её первая сказка под названием «Роза и Подсолнух». Активно публиковалась в республиканской и центральной печати, в журналах «Идель», «Казань», «Татарстан», «Сөембикә», «Библиотека», газетах «Литературная Россия», «Книжное обозрение». В 1995 году выпустила свой первый поэтический сборник «Далёкий свет».
Какие яркие

сны! Уснула

в очках

* * *

Ещё не зажили

его царапины на руке,

а кот ушёл за радугу.

* * *

Если исчезну,

ищите меня

в своих снах.
Начиная с конца 1970-х годов Ахунова зарекомендовала себя успешным автором детских сказок и пьес, наполненных не свойственной для этого жанра драматургией. В дальнейшем её творчество претерпело некоторую эволюцию, так, поэтесса перешла к белым стихам, которые она сочетает с традиционными стихотворными формами. Формально творчество Ахуновой наследует советскому этапу развития татарской литературы, она не приемлет ненормативную лексику, агрессивность, пошлость. Вместе с новым поколением казанских литераторов Ахунова предприняла попытку отобразить внутренний мир человека в эпоху слома прежних ценностей и зарождения новой идеологии, опираясь на собственный опыт и впечатления из реальной жизни. Решающее влияние на творческий мир поэтессы оказала творческая среда Казани, сама она отмечала воздействие на себя атмосферы семьи, своей родословной, прохождение через потерю родителей, друзей, сквозь сопротивление агрессивной среды. Своими духовными наставниками в литературе считает мать и отца, фактически наследовав от них увлечение писательским творчеством.
Поэзии Ахуновой свойственны тонкий лиризм, сильная образность, чёткость деталей, ясность формы. Её стихи отличаются лаконичностью и краткостью, будучи выстроенными вокруг одного образа или впечатления лирического героя — здесь и различные этапы женской любовной истории от первых восторгов до вершин переживаний, так и философско-пессимистические размышления с лейтмотивом разочарования, что в конце 1990-х годов привело Ахунову к созданию знакового образа белой вороны, не принятой окружением. Закономерным, по мнению критики, итогом развития медитативного направления в лирике поэтессы стал её переход к японскому хокку, в чём она наследует Р. Файзуллину. Сосредоточившись на таких жанрах, как хайку и хайбун, ставших своеобразным лирическим дневником автора, Ахунова расширила рамки татарского восприятия японской поэзии, привнеся образы местной природы и национальной этнографии города Казани в сочетании афористичной лаконичностью.
Жанр хайку отвечает ритмам и темпу XXI века. В старину в поэзии преобладали эпические поэмы, монументальные оды. Время было другое. В древней Японии хайку считалось поэзией для избранных, для интеллектуалов. Сейчас этот жанр во всём мире активно используется в рекламе, в компьютерном общении, при оформлении вернисажей и выставок. В нём есть некая недосказанность и, одновременно, ясность. Говоря современным языком, хайку – это слоган. А сочинить коротенький запоминающийся слоган очень трудно. Востребованность хайку – интереснейшее литературное явление, которое ещё никто не осмыслил и не изучил.Наиля Ахунова, 2012 год
Меня бросает

То в жар,

То в холод

Шальной фортуны

Слепой каприз.

То верю: «Любишь!»

И птицей — в небо.

То вновь не верю,

И камнем — вниз.
Поэзия Ахуновой переводилась на татарский язык такими авторами, как А. Адиль, Н. Акмал, Н. Сафина. Сама также переводит с татарского короткую прозу, пьесы, народные сказки, произведения Р. Хариса, Н. Хасанова, В. Манасыпова.  Некоторые стихи положены на музыку, в частности, Л. Хайрутдиновой. Работает Ахунова также в жанре эссе, рассматривая в своих прозаических миниатюрах темы творчества казанских писателей, своих товарищей по поэзии, впечатления от современной жизни, поездок на родину, прогулок по улицам и паркам Казани. В целом, в критике Ахунова характеризуется как автор, который не замкнулся исключительно на собственном творчестве, а наоборот. Ведя активную общественную и педагогическую деятельность, она стала организатором литературного процесса в республике, объединив вокруг себя молодых писателей и поэтов: «Я помогаю молодым авторам. А они помогают мне — не потеряться и не растеряться в этой жизни».
Вывела в «большую литературу» таких писателей и поэтов, как А. Б. Русс, Л. Р. Газизова, Н. Р. Ишмухаметов, А. Б. Абсалямова, Т. Л. Алдошин, А. К. Каримова. Начиная с 1994 года, была составителем и редактором пяти альманахов, вышедших в информационном центре КГМУ и министерства молодёжи и спорта — «Vivat, Academia!» (1998), «Alma Mater» (2001), «Rara Avis» (2003), «Анамнез жизни» (2003), «Homo Ornitus» (2004). В сотрудничестве с кафедрой журналистики Казанского университета и музеем Е. А Боратынского стала составителем публицистического сборника «Поэт шагает по Казани» (1998), редактором поэтических книг А. Абсалямовой «Осколки снов» (1997) и «Люблю писать курсивом» (2001). Выступила одним из составителей сборника воспоминаний «Современники о Гарифе Ахунове» на татарском и русском языках («Гариф Ахунов: истәлекләр», 2005) и книги-альбома «Гариф Ахунов. Хәзинале гомер» («Гариф Ахунов: писатель, нашедший клад», 2015).

## Награды
- Почётное звание «Заслуженный работник культуры Республики Татарстан[тат.]» (2009 год)[1].
- Литературная премия имени А. М. Горького (2008 год)[41].
- Премия имени Сажиды Сулеймановой[тат.] (2014 год)[42].
- Лауреат 1-го Всероссийского конкурса хокку (1998 год)[21], Международного конкурса поэзии хайку (2016 год)[18].

## Личная жизнь
Муж — поэт Борис Вайнер, поженились в 1979 году. Дочь — Ида (р. 1980), пишет стихи. Увлекается рисованием и фотографией. Коллекционирует головные уборы, в частности, шляпы.